# 마코코 수상 학교
마코코 수상 학교(Makoko Floating School)는 2013년에 개발된 나이지리아 라고스의 마코코에 있던 건축 프로젝트이다. 이 학교는 안전 문제로 2016년 3월에 폐쇄되었고, 2016년 6월 폭풍으로 붕괴되었다. 이후 여러 차례 반복된 시도가 제안되었다.

## 역사
프로젝트가 시작되기 전, 마코코의 아이들은 부적절하고 매립지에 지어져 잦은 홍수 위협에 시달리던 한 곳의 초등학교만 이용할 수 있었다. 2013년, NLÉ의 나이지리아 건축가 쿤레 아데예미는 마코코 해안가 공동체의 수상 빈민가 지위를 기능적인 건축 시제품을 만들어 수상 섬으로 탈바꿈시키겠다고 제안했다. 이 시제품은 학교가 공동체와 함께 떠다니게 하여 기존의 육상 홍수 문제를 해결할 수 있었다. 그는 하인리히 뵐 재단, 유엔 개발 계획(UNDP), 연방 환경부 아프리카 적응 프로그램, 야바 지방 의회 개발 지역(LCDA) 및 마코코 해안 공동체를 포함한 비정부 기구들과 협력하여 프로젝트를 실행했다.

## 디자인

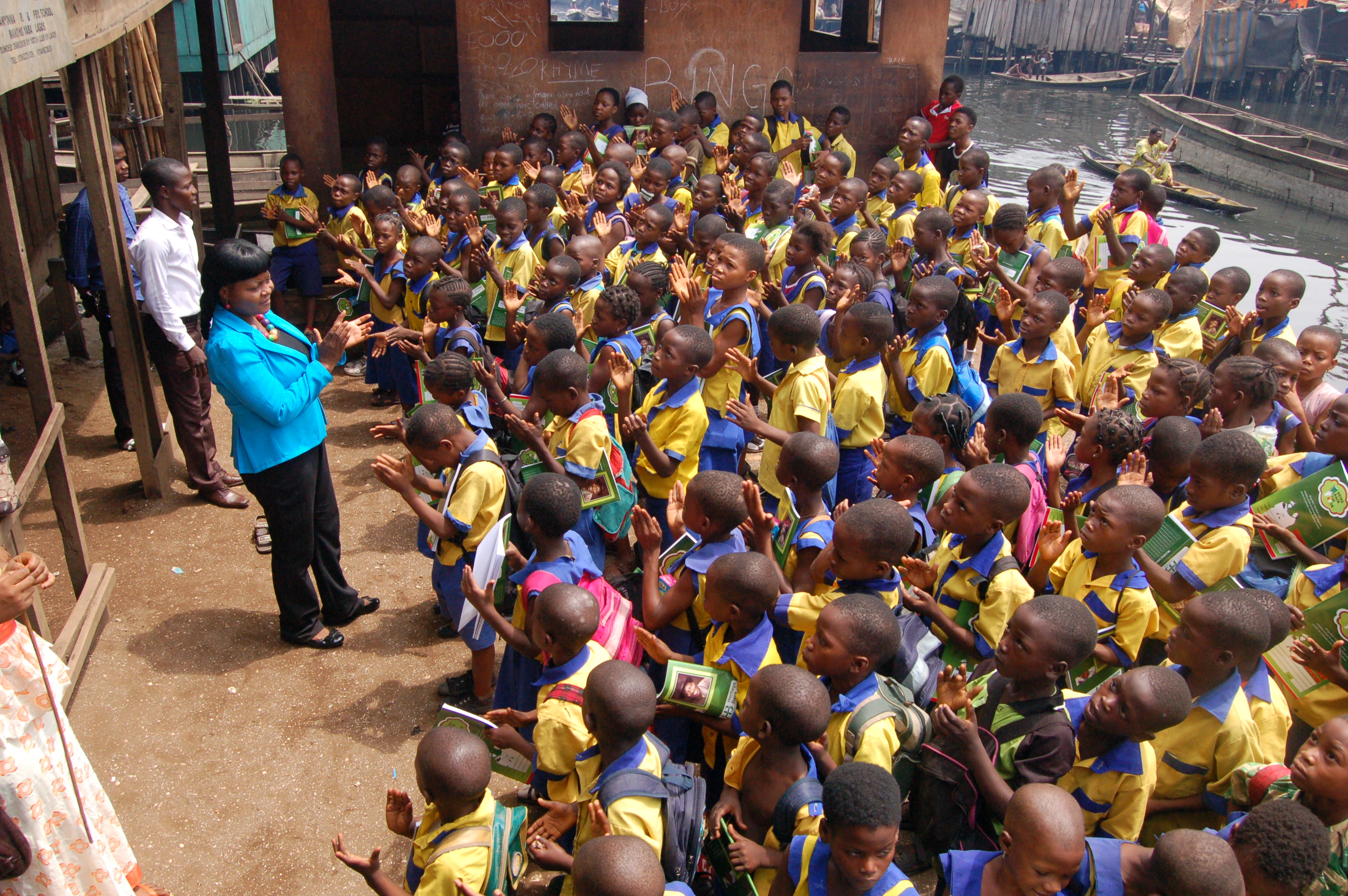
마코코 수상 학교

마코코 수상 학교는 거주 공동체의 수상 생활 방식에 적응하도록 설계된 대안적인 지속 가능한 건물과 구조로 구성되었다. 이 수상 학교는 대나무, 목재와 같은 지역 재료와 자원을 활용하여 사람들의 물리적, 사회적 필요에 부합하고 공동체의 문화를 반영하는 건축물을 만들었다. 목재는 학교 건물의 구조, 지지대 및 마감의 주요 재료였다.
학교 건물의 형태는 약 1,000평방피트의 놀이 공간을 갖춘 삼각형 A자형 단면이었다. 교실은 2층에 위치하며 조절 가능한 루버 슬랫으로 부분적으로 둘러싸여 있다. 교실은 또한 넓은 공공 녹지에 둘러싸여 있다. 교실 아래에는 운동장이 있으며, 지붕에는 추가적인 야외 교실이 있다. 교실 공간은 특히 방과 후 시간 동안 공동체 기능을 위해 사용될 수 있다. 지속 가능한 특징으로는 지붕에 태양 전지 적용, 빗물 수확 시스템 및 퇴비화 화장실이 포함된다. 이 구조는 또한 약 250개의 플라스틱 배럴을 사용하여 물 위에 떠다니고 자연적으로 환기 및 통기되도록 설계되었다. 엔터테인먼트 센터, 커뮤니티 허브 및 보건 진료소를 포함한 공동체를 위한 추가 인프라를 제공하기 위해 건물 시제품을 사용할 고려가 있다. 이 수상 학교 디자인은 2013년 AR+D 신흥 건축상(AR+D award for emerging architecture)을 수상했으며, 런던 디자인 박물관의 2014년 올해의 디자인상(Design of the Year award) 후보에 올랐다. 또한 2015년 국제 공공 미술상(International Award for Public Art) 후보에도 지명되었다.
2016년 6월 7일, 마코코 수상 학교 구조물은 폭우로 인해 심각한 영향을 받아 붕괴되었다. 3개월 전 안전 문제로 학생과 교사들이 대피했기 때문에 인명 피해는 기록되지 않았다. 건물 시제품의 개선된 버전이 대체물로 사용될 예정이다.

## MFS II와 MFS III
2016년, 마코코 수상 학교의 두 번째 반복 버전인 마코코 수상 학교 II (MFS II)가 베니스 건축 비엔날레에서 공개되었다. 이 업데이트된 버전은 원래의 학교를 조립식, 신속 조립 버전으로 설계되었다. 이 학교는 "라고스든 베니스든, 상징적이고 실용적인 건축이 교육의 중요성을 증폭시킬 수 있다는 강력한 시연"으로 인정받아 은사자상(Silver Lion prize)을 수상했다.
마코코 수상 학교의 세 번째 반복 버전인 MFS III는 2018년에 전시되었다. 벨기에 브뤼헤에 위치한 MFS III는 수상 학교를 더욱 구조적으로 견고하게 재설계하여 25년의 수명을 목표로 한다.